# Windsor, New South Wales
Windsor är en ort i New South Wales, Australien, vid floden Hawkesbury ungefär 50 km nordväst om Sydney. Windsor har ungefär 1 900 invånare.
Windsor grundades 1794 som Green Hills av guvernör Lachlan Macquarie. Floden gav staden bördig jord och transport. Windsors främsta sevärdheter är dess gamla koloniala byggnader. St Matthews Church i stadens centrum är en kolonial kyrka ritad av Francis Greenway och anses vara ett av hans främsta verk. Hotellet Macquarie Arms anser sig vara Australiens äldsta. Hawkesbury Museum visar Windsors historia.